# Maylandia estherae
Cá huyết trung hồng hay cá ngựa vằn đỏ (Danh pháp khoa học: Maylandia estherae) là một loài cá cảnh trong họ Cichlidae. Đây là loài cá rất năng động và thú vị, cần nhiều hang động đá để cho phép thành lập của vùng lãnh thổ, chúng hung dữ. Mặc dù chúng có tên là ngựa vằn đỏ nhưng thực sự màu sắc của chúng chủ đạo là màu vàng.

## Đặc điểm
Chúng sinh sống ở mọi tầng nước. Cá cái ấp trứng và cần xây dựng con trên khoang miệng khoảng 3 - 4 tuần. Cá hoàn toàn vừa lòng hợp trên bể có cả bao nhiều hang, hốc đá bởi nền đáy cát. Cá chăm chỉ gây hấn và tranh giành lãnh thổ, thường thả chung với nhiều loài cá khác. Cá lên đến màu sắc sảo bình thường môi trường nước cứng còn có pH kiềm (pH 8,0). Cá ăn uống và nghỉ ngơi tạp khoảng tảo, hết sức vật đến côn trùng, giáp xác, trùng... Cá cũng ăn thức ăn uống viên.